# スクラレオール
スクラレオール (Sclareol) は二環ジテルペンアルコールの一種である。名前の由来となったクラリセージ (Salvia sclarea) に含まれる。琥珀色の固体で、甘くバルサム様の香りを持つ。化粧品や香水、食品の香料として用いられる。
スクラレオールをホホバオイルに溶解してマウスに塗布した実験では、塗布30分後に血液中でスクラレオールが検出された（経皮吸収された）ことが確認された。この研究では、肝ホモジネートでは血液中よりも高濃度のスクラレオールが検出された。肝臓へのスクラレオール集積が示唆されたが、ASTとALTは上昇しないことから急性の肝機能障害はみられなかったと結論づけられている。なお、2023年5月時点ではヒトでの経皮吸収は報告されていない。
ゲラニルゲラニルピロリン酸からラブダンを経由して生合成されると考えられている。
DNA合成を阻害することで細胞毒性を示し、ヒトの白血病細胞や大腸癌細胞に対してアポトーシスを引き起こすことが報告されている。